# Langeais
Langeais és un municipi francès, situat al departament de l'Indre i Loira i a la regió de Centre – Vall del Loira. L'any 2007 tenia 3.977 habitants.

## Demografia

### Població
El 2007 la població de fet de Langeais era de 3.977 persones. Hi havia 1.704 famílies, de les quals 554 eren unipersonals (206 homes vivint sols i 348 dones vivint soles), 578 parelles sense fills, 485 parelles amb fills i 87 famílies monoparentals amb fills.
La població ha evolucionat segons el següent gràfic:
Habitants censats

### Habitatges
El 2007 hi havia 2.032 habitatges, 1.743 eren l'habitatge principal de la família, 131 eren segones residències i 158 estaven desocupats. 1.591 eren cases i 422 eren apartaments. Dels 1.743 habitatges principals, 979 estaven ocupats pels seus propietaris, 716 estaven llogats i ocupats pels llogaters i 48 estaven cedits a títol gratuït; 39 tenien una cambra, 192 en tenien dues, 403 en tenien tres, 523 en tenien quatre i 586 en tenien cinc o més. 1.093 habitatges disposaven pel capbaix d'una plaça de pàrquing. A 818 habitatges hi havia un automòbil i a 606 n'hi havia dos o més.

### Piràmide de població
La piràmide de població per edats i sexe el 2009 era:
| Homes | Edats   | Dones |
| ----- | ------- | ----- |
| 4     | 95 o +  | 20    |
| 12    | 90 a 94 | 24    |
| 52    | 85 a 89 | 64    |
| 36    | 80 a 84 | 36    |
| 80    | 75 a 79 | 132   |
| 72    | 70 a 74 | 104   |
| 52    | 65 a 69 | 76    |
| 108   | 60 a 64 | 108   |
| 132   | 55 a 59 | 104   |
| 156   | 50 a 54 | 160   |
| 84    | 45 a 49 | 136   |
| 120   | 40 a 44 | 108   |
| 176   | 35 a 39 | 148   |
| 120   | 30 a 34 | 124   |
| 160   | 25 a 29 | 120   |
| 76    | 20 a 24 | 112   |
| 100   | 15 a 19 | 128   |
| 124   | 10 a 14 | 108   |
| 104   | 5 a 9   | 124   |
| 92    | 0 a 4   | 80    |

## Economia
El 2007 la població en edat de treballar era de 2.467 persones, 1.802 eren actives i 665 eren inactives. De les 1.802 persones actives 1.591 estaven ocupades (856 homes i 735 dones) i 211 estaven aturades (93 homes i 118 dones). De les 665 persones inactives 246 estaven jubilades, 181 estaven estudiant i 238 estaven classificades com a «altres inactius».

### Ingressos
El 2009 a Langeais hi havia 1.769 unitats fiscals que integraven 4.061 persones, la mediana anual d'ingressos fiscals per persona era de 16.488 €.

### Activitats econòmiques
Dels 202 establiments que hi havia el 2007, 5 eren d'empreses extractives, 7 d'empreses alimentàries, 2 d'empreses de fabricació de material elèctric, 12 d'empreses de fabricació d'altres productes industrials, 22 d'empreses de construcció, 36 d'empreses de comerç i reparació d'automòbils, 9 d'empreses de transport, 19 d'empreses d'hostatgeria i restauració, 3 d'empreses d'informació i comunicació, 12 d'empreses financeres, 9 d'empreses immobiliàries, 19 d'empreses de serveis, 25 d'entitats de l'administració pública i 22 d'empreses classificades com a «altres activitats de serveis».
Dels 59 establiments de servei als particulars que hi havia el 2009, 1 era una oficina d'administració d'Hisenda pública, 1 gendarmeria, 1 oficina de correu, 4 oficines bancàries, 2 funeràries, 4 tallers de reparació d'automòbils i de material agrícola, 1 taller d'inspecció tècnica de vehicles, 1 autoescola, 6 paletes, 2 guixaires pintors, 2 fusteries, 5 lampisteries, 1 electricista, 1 empresa de construcció, 6 perruqueries, 1 veterinari, 2 agències de treball temporal, 12 restaurants, 3 agències immobiliàries, 2 tintoreries i 1 saló de bellesa.
Dels 26 establiments comercials que hi havia el 2009, 1 era, 1 un supermercat, 2 botiges de menys de 120 m², 4 fleques, 2 carnisseries, 2 llibreries, 3 botigues de roba, 1 una botiga de roba, 1 una botiga d'equipament de la llar, 1 una sabateria, 2 botigues de mobles, 2 botigues de material esportiu, 1 una perfumeria i 3 floristeries.
L'any 2000 a Langeais hi havia 23 explotacions agrícoles que ocupaven un total de 424 hectàrees.

## Equipaments sanitaris i escolars
El 2009 hi havia 1 centre de salut, 2 farmàcies i 1 ambulància.
El 2009 hi havia 1 escola maternal i 1 escola elemental. Langeais disposava d'un col·legi d'educació secundària amb 586 alumnes.

## Poblacions més properes
El següent diagrama mostra les poblacions més properes.